# Ho visto un Dio
Ho visto un Dio è un singolo del cantautore italiano Cosmo, pubblicato il 27 marzo 2013 come primo estratto dall'album in studio Disordine.

## Video musicale
Il videoclip, diretto da Gabriele Ottino, è stato pubblicato su YouTube contestualmente all'uscita del singolo.

## Tracce
1. Ho visto un Dio – 3:48